# Kirche Königshain

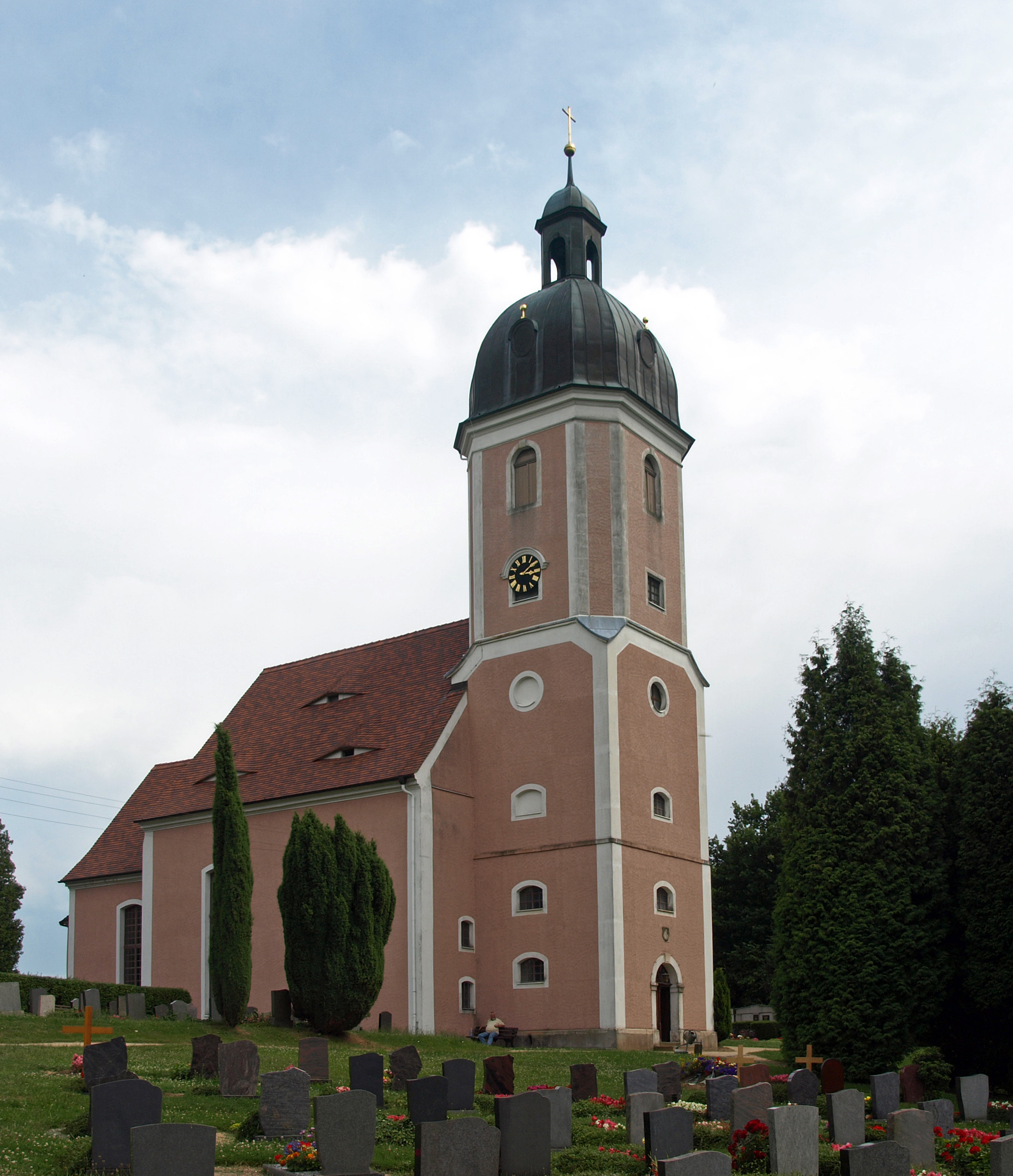
Kirche Königshain (2014)

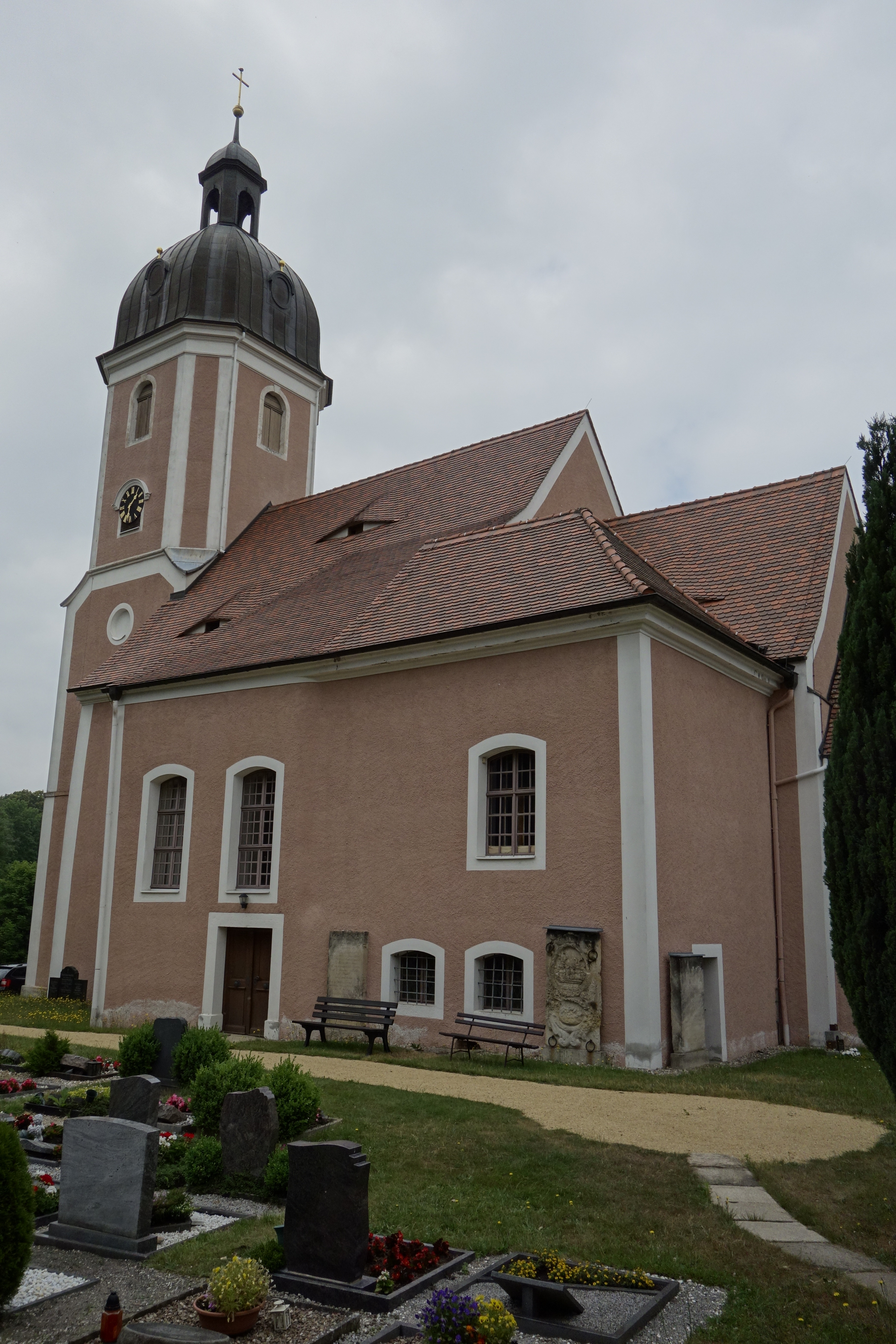
Ansicht von Süden (2018)

Die Kirche Königshain ist das Kirchengebäude in Königshain im Landkreis Görlitz in der sächsischen Oberlausitz. Es gehört der Kirchengemeinde Königshain im Kirchenkreis Schlesische Oberlausitz, der Teil der Evangelischen Kirche Berlin-Brandenburg-schlesische Oberlausitz ist. Die Kirche steht als Bauwerk von bau- und ortsgeschichtlicher Bedeutung unter Denkmalschutz.

## Architektur und Geschichte

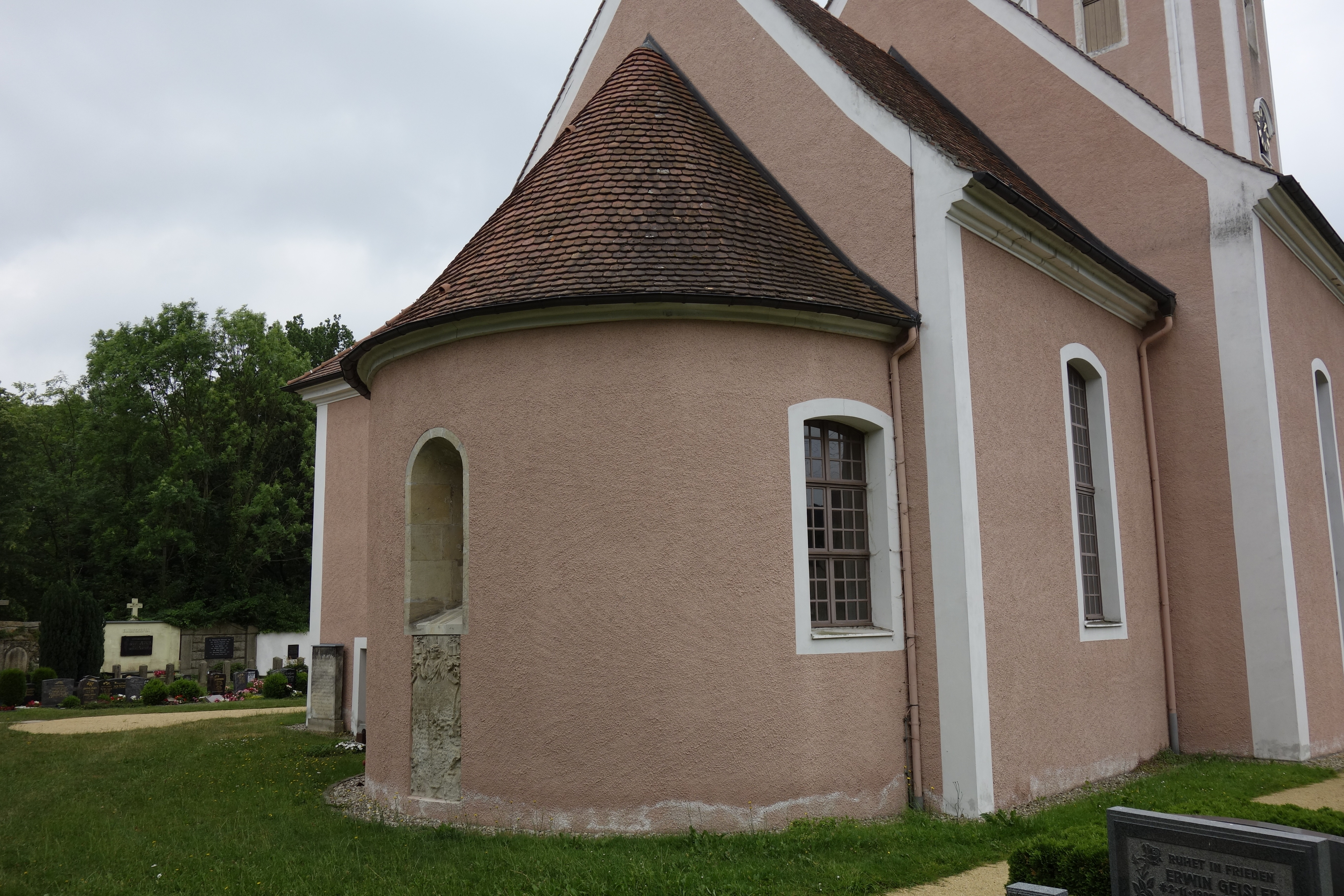
Apsis mit dem Rundbogenfenster aus dem 13. Jahrhundert (2018)

Im 13. Jahrhundert wurde in Königshain eine spätromanische Dorfkirche errichtet, die 1429 von den Hussiten niedergebrannt wurde. Der Grundriss der Kirche und ein Teil des Altarraums sind von dieser Kirche bis heute erhalten. Die Kirche wurde wieder aufgebaut, dabei wurde der Kirchhof eingefriedet und der Altarraum mit einem Sterngewölbe überzogen. Im Jahr 1510 ließ der Görlitzer Tuchhändler Hans Frenzel der Reiche (auch Hans Frenzel der Ältere) im Süden eine Kapelle anbauen, die am 16. März 1512 der heiligen Anna geweiht wurde. Im 18. Jahrhundert kam es zu größeren Umbauten an der Kirche, zwischen 1810 und 1812 wurden die Emporen eingebaut. 1814 wurde der Kirchturm fertig gestellt. Der Innenraum wurde 1966 restauriert, dabei wurden zahlreiche Wandmalereien freigelegt.
Die Königshainer Kirche ist ein verputzter Saalbau aus Bruchsteinmauerwerk mit einem quadratischen Altarraum und halbrunder Apsis. Das Kirchenschiff hat ein Satteldach mit Fledermausgauben. Die Fenster sind segmentbogig und an der Nordwand dreigeschossig, an der Südwand befindet sich ein rechteckiges Eingangsportal. Ebenfalls südlich der Kirche liegen die angebaute Kapelle und die Sakristei. Der Westturm hat einen quadratischen Grundriss und ein achteckiges Glockengeschoss, abgeschlossen wird der Turm mit einer Schweifhaube mit Laterne, Turmkugel und Kreuz. In der Westwand des Turms liegt ein rundbogiges Portal mit einer rechteckigen, zweiflügeligen Eingangstür. Die Fassade ist mit angeputzten Ecklisenen gegliedert.
Im Innenraum hat das zweijochige Kirchenschiff ein auf das Jahr 1573 datiertes Stichkappengewölbe mit aufgesetzten Rippen. An der Nord- und Südseite stehen doppelte Emporen, im Westen die Orgelempore. Der sterngewölbte Altarraum ist durch einen massiven Triumphbogen vom Rest des Innenraums abgetrennt, in der Nordwand befindet sich die kielbogige Sakramentsnische von 1500. Im Norden grenzt die Patronatsloge an, diese ist im Stil des Klassizismus gehalten und verfügt über sieben Bogenfenster zum Altarraum. Im Kirchenschiff befindet sich an der Nordwand eine Malerei des heiligen Christophorus aus dem 15. Jahrhundert, in der Apsis eine Wandmalerei der Marienkrönung aus dem 13. Jahrhundert.

## Ausstattung
Zur Ausstattung der Kirche gehört ein farbig gefasster Altar wurde 1725 von dem Bildhauer Schröter aus Görlitz gebaut und ist mit Säulen und einem verkröpften Gesims versehen. Das Altarbild zeigt die Auferstehung Jesu Christi in einem Rokokorahmen. Die Kanzel stammt ebenfalls aus dem 18. Jahrhundert, das hölzerne achteckige Taufbecken auf gedrehten Beinen wurde um 1800 angefertigt. Die Orgel wurde 1927 von Gustav Heinze aus Sorau unter Verwendung der Teile des Vorgängerinstrumentes, einer Orgel der Firma Walther von 1875, gebaut. Sie wurde 2018 restauriert.
In der südöstlichen Ecke des Altarraums steht ein reich geschmücktes Sandsteinepitaph für den polnisch-kursächsischen Generalmajor Adolf Ernst von Schachmann († 1728) mit einer Büste des Verstorbenen. Im Turm, unter der Sakristei und im Altarraum liegen Grufträume, in denen Angehörige der Patronatsfamilien beigesetzt wurden; die Räume sind nicht zugänglich.
Im Treppenaufgang der von Hans Frenzel geschaffenen südlichen Kapelle, befinden sich Epitaphe mit Ölgemälden seines gleichnamigen Enkels und dessen Frau vor dem Hintergrund Jerusalems. Sie stammen aus dem 16. Jahrhundert und wurden zum Jahr 1998 im Rahmen einer Diplomarbeit restauriert. Ein entsprechend beschriebenes Epitaph, womöglich dasselbe, befand sich Anfang des 18. Jahrhunderts noch in der Annenkapelle.

## Kirchengemeinde
Für das Jahr 1481 ist mit Kaspar Manlius der erste Pfarrer der Königshainer Pfarrgemeinde belegt. Zu Beginn des 16. Jahrhunderts gehörte die Pfarrei zum Sedes Reichenbach des Archidiakonats Oberlausitz. Die Reformation wurde 1556 eingeführt. Bis 1945 gehörte Königshain zur Evangelischen Landeskirche der älteren Provinzen Preußens. Nach deren Zerfall kam die Kirchengemeinde zur Evangelischen Kirche in Schlesien, die später in Evangelische Kirche der schlesischen Oberlausitz umbenannt wurde und am 1. Januar 2004 mit der Evangelischen Kirche in Berlin-Brandenburg zur Evangelischen Kirche Berlin-Brandenburg-schlesische Oberlausitz fusionierte.
Zunächst gehörte die Kirchengemeinde zum Kirchenkreis Görlitz, dieser schloss sich am 1. Januar 2007 mit den Kirchenkreisen Görlitz und Weißwasser zum Kirchenkreis Niederschlesische Oberlausitz zusammen. Seit 2014 ist Königshain Teil des Kirchenkreises Schlesische Oberlausitz. Königshain ist mit den Kirchengemeinden Friedersdorf, Gersdorf und Markersdorf zum Pfarrsprengel Markersdorf-Königshain zusammengeschlossen.